# Randy Jackson
Steven Randall Jackson (Gary, Indiana, 1961. október 29. –) amerikai zenész, a Jackson család legfiatalabb férfi tagja. A The Jacksons tagjaként vált ismertté.
Joseph és Katherine Jackson tíz gyermeke közül a kilencedikként született, csak Janet fiatalabb nála. Mikor bátyjai együttest alapítottak, ő még csak négyéves volt, így nem került be a csapatba, csak 1976-ban; bátyja, Jermaine helyére állt be, mivel az elvette előző kiadójuk, a Motown elnökének a lányát, és ezért a Motownnál maradt, mikor az együttes kiadót váltott. Tizenhat évesen ő írta az együttes legsikeresebb dalát az Epic Recordsnál, a Shake Your Body (Down to the Ground)-ot. Számos hangszeren játszik. Közreműködött Michael Jackson Off the Wall című albumán is. Két lánytestvérével, LaToyával és Janettel is énekelt duettet. Utóbbi felvétel, a Love Song for Kids (1978) az akkor tizenkét éves Janet legkorábbi dala; csak egy kislemez B oldalaként jelent meg.
1979 végén vagy 1980 elején Randy megsérült egy autóbalesetben, de 1981-ben már elkísérte fivéreit turnéjukra. 1984-ben Michael és Marlon végleg kiléptek az együttesből; Jackie, Tito és Randy azonban még egy albumot felvettek, a 2300 Jackson Streetet.
1989 végén együttest alapított Randy & the Gypsys néven, de csak egy albumuk jelent meg. Egy 2008-ban megjelent cikk szerint Randy jelenleg rossz anyagi helyzetben van, és többek közt autószerelésből él.
Három gyermeke van: Alejandra Oaiazától (aki később Jermaine-nek is szült gyermeket) Genevieve (1989. december 3.) és Steven Randall Jr. (1991. október 2.); Eliza Shaftytól pedig Steveanna (1990. június 17.)
Három kislemeze jelent meg:
- 1978: How Can I Be Sure/Love Song for Kids
- 1989: Perpetrator #41 R&B
- 1989: Love You Honey #16 R&B

## Kapcsolódó szócikk
- Jackson család